# Herb gminy Bytoń
Herb gminy Bytoń – jeden z symboli gminy Bytoń.

## Wygląd i symbolika
Herb przedstawia na tarczy koloru błękitnego złoty wiatrak otoczony trzema srebrnymi liliami. Wiatrak nawiązuje do tradycji rolniczej gminy i lokalnego zabytku (wiatraka z XVIII wieku), natomiast lilie to symbol religijny Maryi.